# Willibald Jentschke
Willibald Jentschke (Viena, Àustria-Hongria, 6 de desembre de 1911 – Göttingen, Alemanya, 11 de març de 2002) fou un físic nuclear experimental austríaco-alemany, conegut per haver estat director general del CERN (1971-1976).
Durant Segona Guerra Mundial, va fer contribucions al projecte d'energia nuclear alemany. Després que Segona Guerra Mundial, va emigrar als Estats Units per a treballar a la base aèrea de Wright-Patterson, Ohio. El 1950, esdevingué professor a la Universitat d'Illinois a Urbana-Champaign, i director del Laboratori del seu ciclotró el 1951. El 1956, esdevingué professor de físiques a la Universitat d'Hamburg i va liderar l'esforç per construir el sincrotró d'electrons de 7.5 GeV d'energia al laboratory DESY, fundat el desembre de 1959. Fou director de DESY durant 10 anys i el 1971 fou nomenat Director General del CERN durant cinc anys. Es va retirar de la Universitat d'Hamburg el 1980.